# Hedera nepalensis
Hedera nepalensis är en araliaväxtart som beskrevs av Karl Koch. Hedera nepalensis ingår i släktet Hedera och familjen Araliaceae. Inga underarter finns listade.

## Bildgalleri

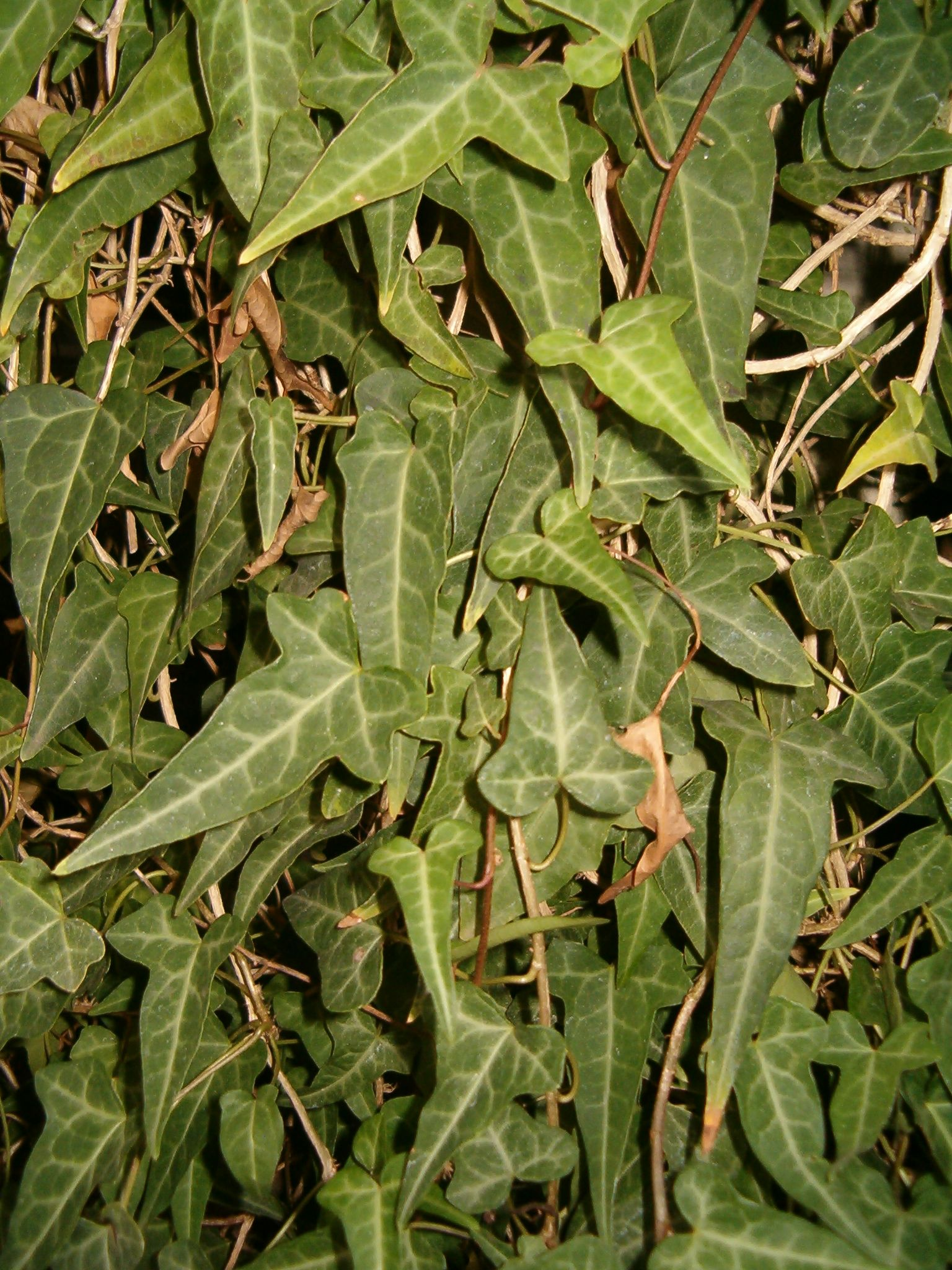